# Luis Fernando Rojas
Luis Fernando Rojas Chaparro (Casablanca, 1857 - Santiago de Xile, 1942) Il·lustrador, litògraf i caricaturista xilè.

## Biografia
Va néixer a Casablanca a l'interior d'una llar humil i va iniciar els seus estudis primaris en una escola de la zona. Juntament amb la seva mare va emigrar a Santiago i va ingressar a l'Institut Nacional, on va seguir classes de dibuix amb els professors Julio Bianchi i Ernesto Kirchbach. Després de tres anys, i degut a les seves excepcionals condicions, va ingressar a l'Acadèmia de Pintura, seguint els cursos de Cosme Sant Martín, el juliol de 1874. No obstant això, una controvèrsia amb el mestre Juan Mochi el va portar a abandonar l'escola i a desenvolupar el seu ofici al marge de les institucions tradicionals.
Començà a guanyar-se la vida fent retrats per encàrrec, però, ben aviat es va adonar que necessitava adquirir noves eines per aspirar a encàrrecs més importants. Llavors va dreçar-se a l'impressor Alberto Saling, que el va instruir en la tècnica litogràfica. Allà es va iniciar la seva carrera artística el 1875.
Va continuar la seva feina realitzant il·lustracions per a El Correu de l'Exposició i, a partir de llavors, va desenvolupar una extensa tasca com a il·lustrador a la premsa xilena. Va dibuixar per a diaris com La Época i El Nuevo Ferrocarril, i va col·laborar amb Juan Rafael Allèn als diaris satírics El General Pililo, El Padre Padilla, El Padre Cobos i El Fígaro. Els seus treballs van aparèixer també en les revistes El Taller Ilustrado, La lira xilena, La lira ilustrada, El Peneca i La revista cómica. En les revistes Sucesos i Zig-Zag va signar els seus dibuixos amb el pseudònim "Marius".
Una altra important aresta de la seva producció va ser la il·lustració d'episodis històrics, costumistes, combats navals i batalles. L'èxit aconseguit pels seus retrats d'herois patris, va motivar a diversos historiadors a buscar la seva col·laboració per a les edicions dels seus treballs. Va il·lustrar l'Álbum de la gloria de Chile de Benjamín Vicuña Mackenna, algunes obres de Diego Barros Arana i alguns estudis de José Toribio Medina, com el Diccionario Biogràfico Colonial de Chile.
La seva massiva i extensa obra com a il·lustrador, litògraf i caricaturista, va marcar una etapa d'esplendor de les arts gràfiques a Xile. El seu talent va ser capaç de combinar les virtuts del dibuix, la descripció anecdòtica i el rerefons històric. No obstant això, només es coneixen alguns passatges fragmentaris de la seva biografia i una part important dels seus treballs va quedar en l'anonimat. Ja al 1911, Enrique Blanchard-Chessi va ressaltar a aquest artista xilè donant-li un lloc en la memòria dels seus compatriotes a través d'un article on ressenyava la seva trajectòria. No obstant això, Rojas va morir el 1942 sense haver rebut el reconeixement merescut pel seu treball, fins que el 1994 la Biblioteca Nacional, va retre un homenatge a Luis Fernando Rojas amb una exposició que va donar a conèixer la seva destacada obra.

## Galeria
Galeria amb alguns treballs realitzats per Rojas:

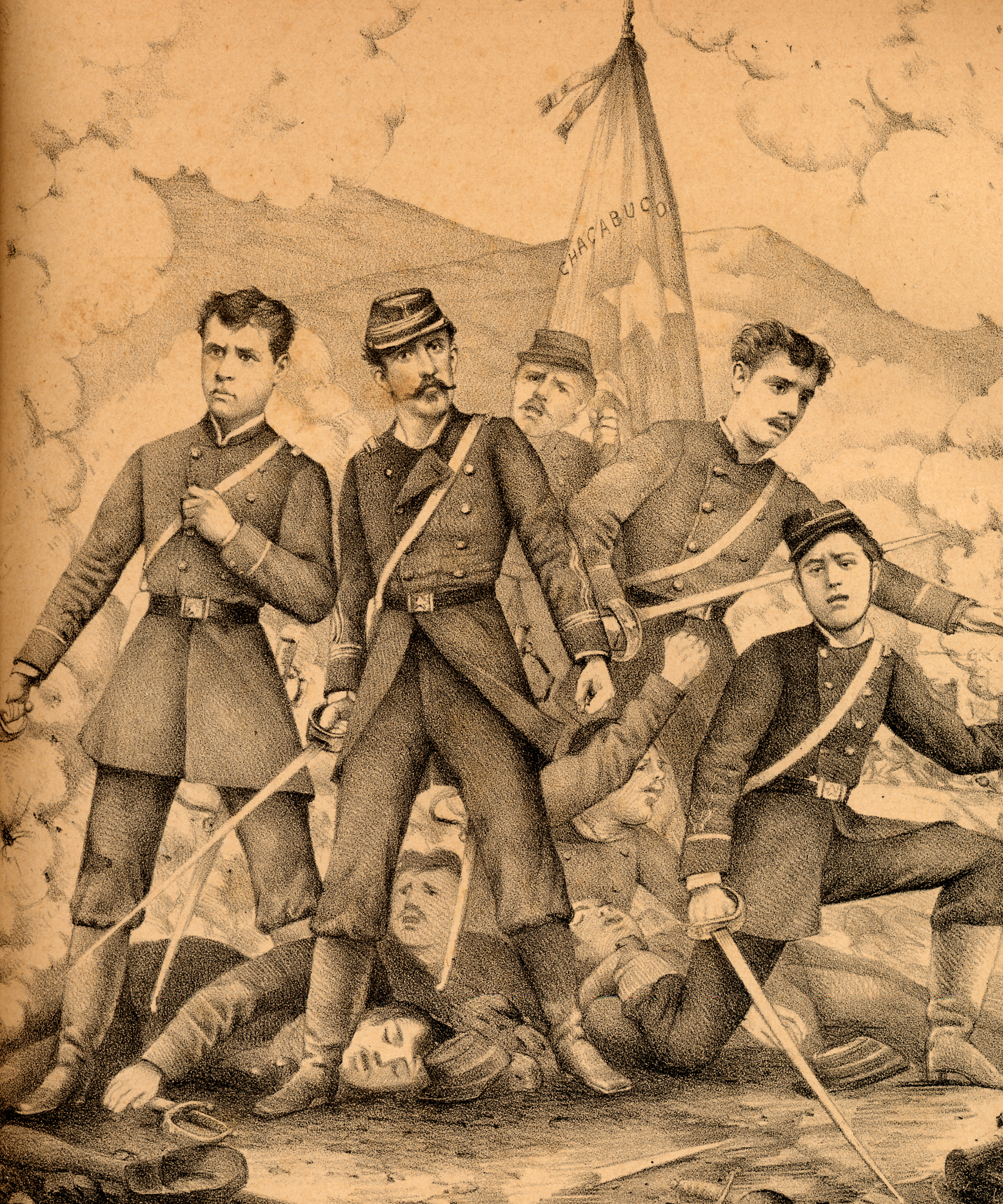
Combat de la Concepció
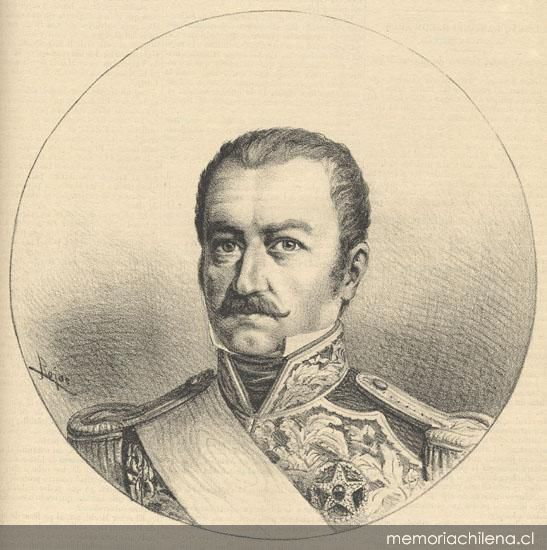
Ramón Freire
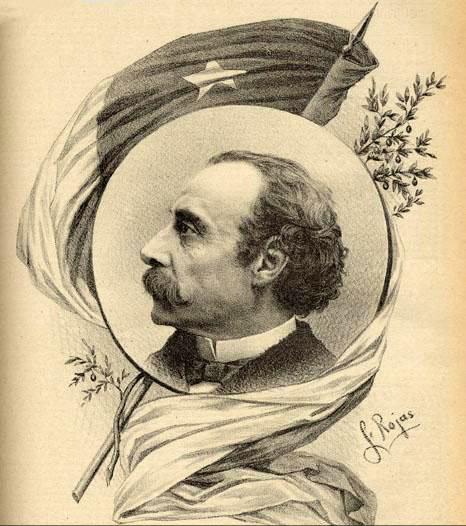
José Manuel Balmaceda
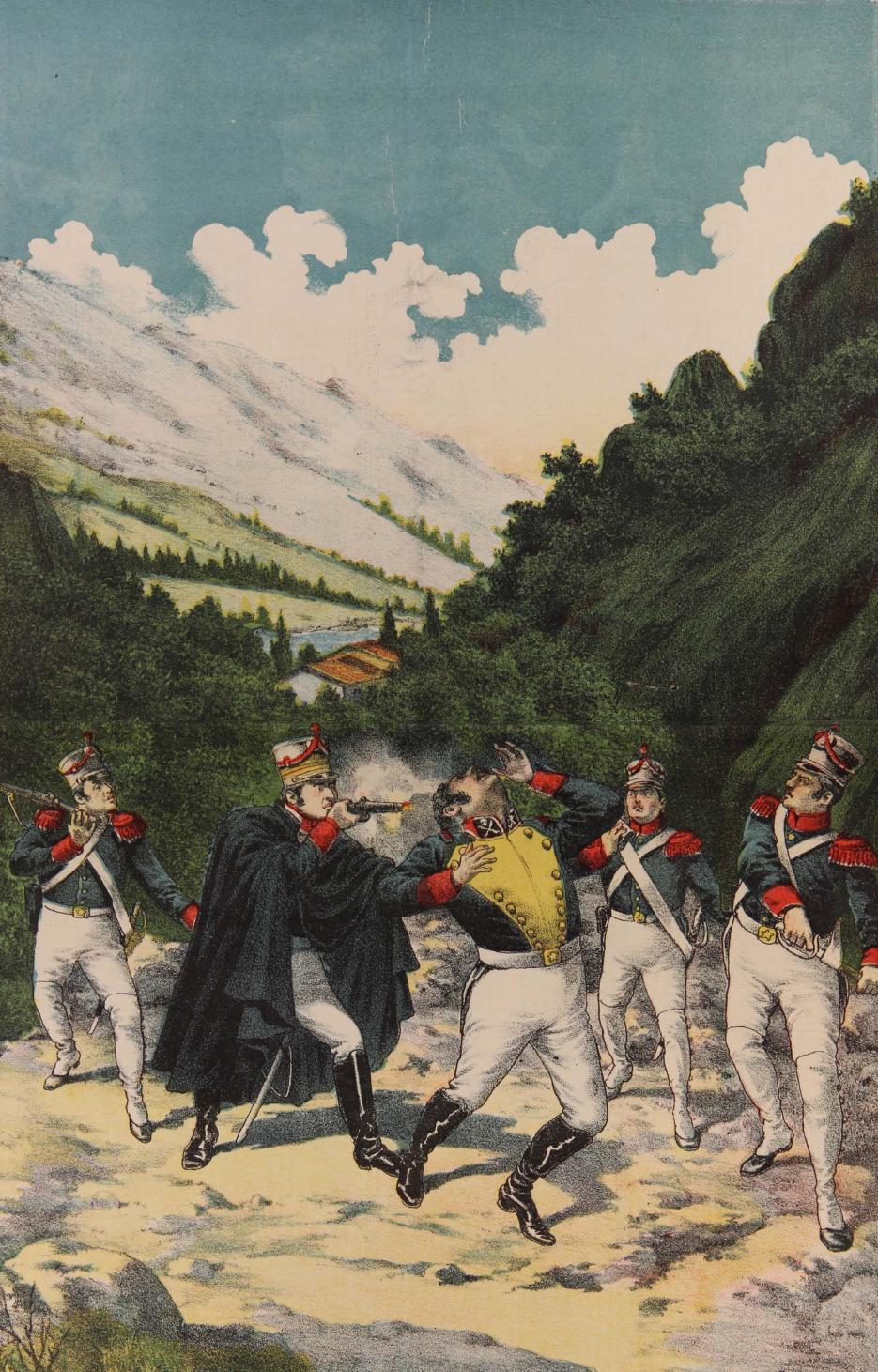
Assassinat de Manuel Rodríguez
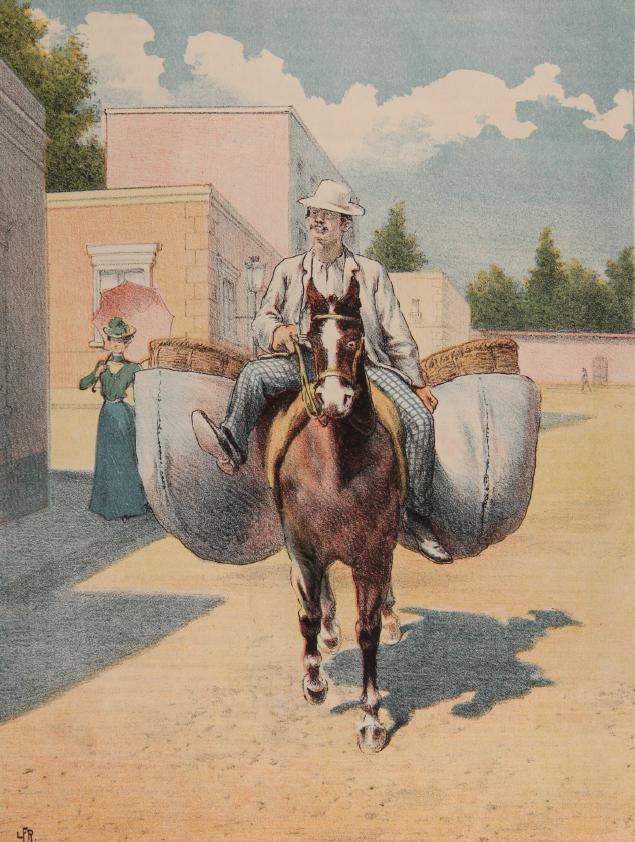
Venedor de figaflors
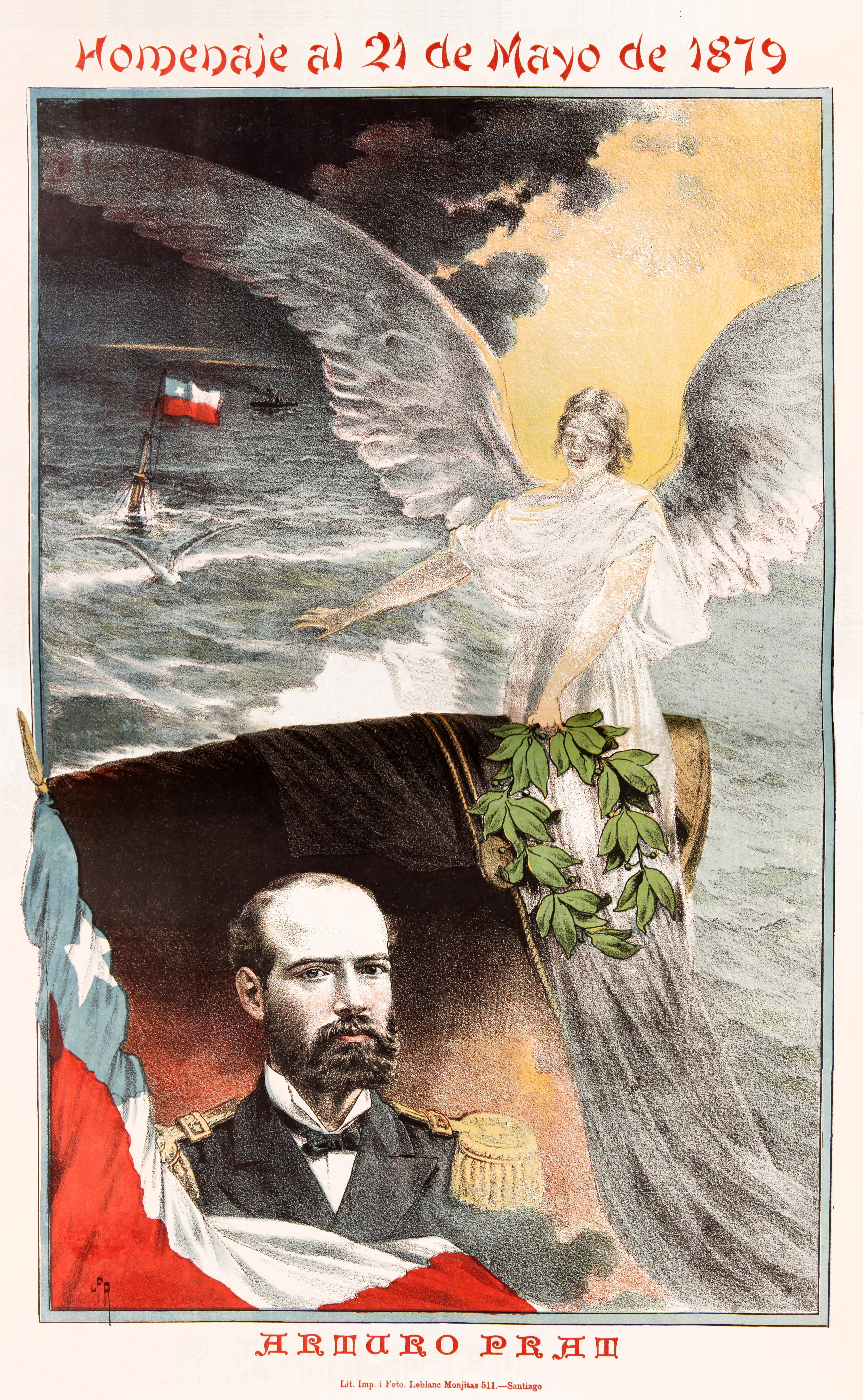
Homenatge a Prat
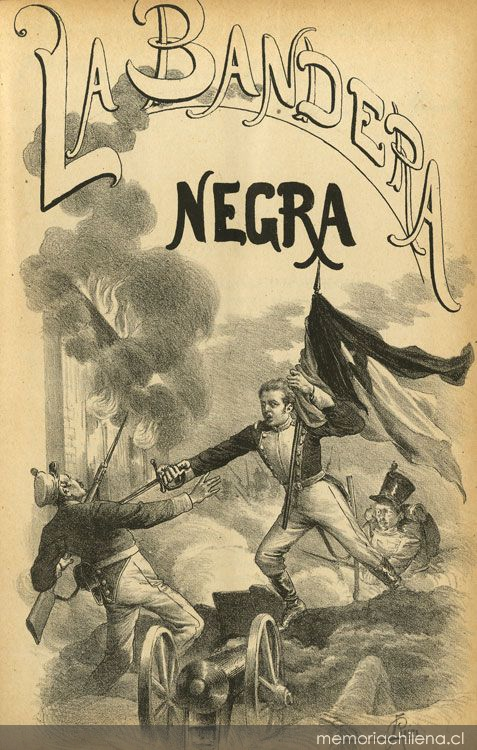
La bandera negra